# Limassolla georgei
Limassolla georgei är en insektsart som beskrevs av Mathew och K. Ramakrishnan 2002. Limassolla georgei ingår i släktet Limassolla och familjen dvärgstritar. Inga underarter finns listade i Catalogue of Life.